# クサグモ
クサグモ（草蜘蛛、学名：Agelena silvatica）は、タナグモ科に属するクモである。

## 特徴
ミャンマー、中国大陸の華南から東北、朝鮮半島、日本の北海道から九州までに分布する。人家，神社，寺院，公園などの樹木，生垣，林の周りや林道といった比較的明るい場所にある草木の間に大きな棚網(詳細は後述)を張る。日本ではごく普通に見られる。
体長は雄♂が12-14mm、雌♀が14-18mmであり、蜘蛛としてはやや大型。雄は雌よりややきゃしゃな体つきをしている。体はやや前後に細長く、灰褐色、全身に細かい毛がはえている。頭胸部は楕円形で、中心線を開けて両側に濃い褐色の縦線が入る。腹部は前方がやや丸い卵形で、背面には左右に数対の濃い褐色の斑紋が並ぶ。なお、幼虫は色が全く違っていて、前身が赤に近い赤茶色をしている。亜成体になると、次第に成虫の色に近づく。

## 習性と生活史
クサグモの網は棚網(店網)と言われる型である。糸を重ねてできた膜を枝葉の先端に水平に張り、クモはその上に乗る。網の奥には糸でできたトンネルがある。このトンネルはクモの巣に当たり、トンネルの奥は穴が開いている。クモは普通トンネルの入り口にいて、外敵に襲われた時は、トンネルに逃げ込み、さらに奥の出口から外へ逃げることができる。
トンネルの口から広がる糸の膜は、トンネルの前方に水平に広がり、周囲はやや上に反る。トンネルの口の周辺はやや漏斗型になっている。糸の膜を支えるように、上に向かって籠状に組まれた糸が膜の上部に広がる。つまり、巣の入り口に網が広がったものである。
クモは餌の昆虫が膜の上に落ちると、素早く駆け寄り、小さな虫の場合は、そのまま食いつく。大きい虫の場合、周囲を回りながら糸を掛け、次第に糸をからめてから食いつく。その後、トンネルに引きずり込んで食べる。
秋の終わりに産卵する。産卵はトンネルの中で行ない、卵は袋状の卵嚢に包まれる。袋は多方向に糸で引っ張られて中空につるされ、引っ張られる方向へ表面がとがっている。卵は年内に孵化するが、幼虫は袋の中に止まり、翌年春に外に出て、秋に成熟する。

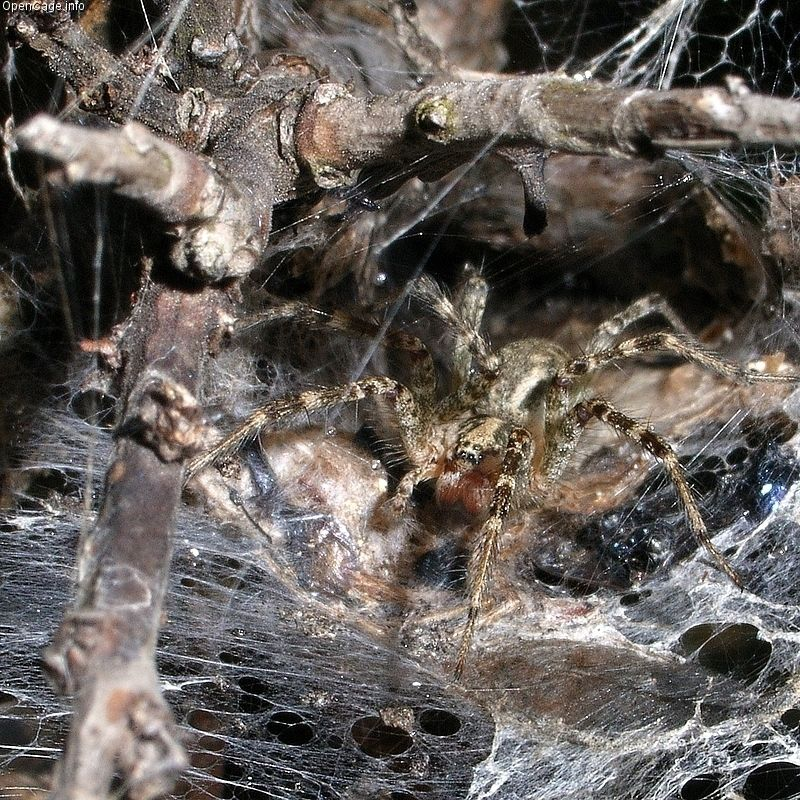
コクサグモ

## 狙われるクモ
クサグモは、よくイソウロウグモを住まわせている。特にチリイソウロウグモとフタオイソウロウグモが住み着いている事が多い。このうち、チリイソウロウグモは家主を襲う性質が強く、時に網を乗っ取られている。ヤリグモが侵入しているのを見ることも多い。またクサグモヒメバチの捕食寄生を受けることが知られている。クサグモヒメバチは巣の中に進入し、クモを麻酔して体表に卵を産み付ける。麻酔から覚めたクモは卵から孵化した幼虫に体液を吸収され、最終的に食べつくされる。

## 近縁種
ごく近縁なものにコクサグモがある。クサグモより小柄だが外見も習性もよく似ており、区別はちょっと難しい。胸の背面にある二本の黒い縦線が、コクサグモでは灰色の横線で区切られているのが区別点である。形態、習性がよく似ているにもかかわらず、産卵習性は大きく異なる。コクサグモは地上の石の下面で産卵し、卵嚢は上面に盛り上がった円盤状で、平坦な面を石の面に密着させる。卵嚢内の卵はクサグモと異なり、越冬後に孵化する。
より寒冷な地域に多いイナヅマクサグモは、コクサグモに似て、全身が黒っぽい。
このほか、草の上に棚網を張るクモとしてはヤマヤチグモがある。ヤチグモ属のものは普通、地上や朽ち木の下面などに網を張っているが、ヤマヤチグモとその近縁種は背の低い草や低木に棚網を張る。山間では見かけることがある。
ヤマヤチグモは他のヤチグモと比べると、飼育時にすかさず空間の上方に営巣する傾向が見られ、それによりヤマヤチグモのグループと認識されることが多い。
コクサグモ、クサグモ、イナズマクサグモは幼体期の色が違うことが知られる。
都市部では冬はシモフリヤチグモ類の幼体が樹皮下で越冬しているものが見られる。また、人家の水周りでは小型のコタナグモが出現しやすく、シモフリヤチグモまたはメガネヤチグモと思われるものは、雌雄ともに屋内に侵入することも多い。

## 分類
- タナグモ科 Agelenidae
  - クサグモ属　Agelena
    - クサグモ A. silvatica
    - コクサグモ A. opulenta
    - イナズマクサグモ A. labyrinthica

  - ヤチグモ属 Coelotes
    - ヤマヤチグモ C. corasides

## 参考/引用文献
- 新海栄一『ネイチャーガイド　日本のクモ』文一総合出版、2017年増補改訂版(初版2006年)、117頁(クサグモ)及び118頁(比較対象となるコクサグモ)。